# Epatolmis
Epatolmis är ett (möjligen föråldrat) vetenskapligt namn på ett släkte av fjärilar. Enligt uppgift år 2025 i Artdatabanken ingår Epatolmis i underfamiljen björnspinnare och familjen näbbflyn. Emellertid uppgavs samtidigt också i Artdatabanken att Epalomis är en synonym för släktet Phragmatobia.